# Боно!
„Боно!“ (Buono!) е поп трио (идол група) в Токио, Япония.
Създадено е през 2007 година. Триото е изцяло дамско. То е основната група в проекта Hello! Project, целящ създаването и промотирането на комерсиални поп групи.

## Членове
| Име             | Дата на раждане   | Години | От         | Цвят на члена | Бележки                                        |
| --------------- | ----------------- | ------ | ---------- | ------------- | ---------------------------------------------- |
| Момоко Цугунага | 6 март 1992 г.    | 23     | Бериз Кобо | Розов         | Лидер                                          |
| Мияби Нацуяги   | 25 август 1992 г. | 22     | Бериз Кобо | Червен        | Под-лидер                                      |
| Айри Сузуки     | 12 април 1994 г.  | 21     | Кют        | Зелен         | Здравен попечител (Студент, отговарящ за обяд) |

## Дискография

### Студийни албуми
- Café Buono! (2008)
- Buono!2 (2009)
- We Are Buono! (2010)

### Компилации
- The Best Buono! (2010)

### Live Албуми
- Partenza (2011)
- Sherbet (2012)

### Сингли
- Honto no Jibun (2007)
- Renai Rider (2008)
- Kiss! Kiss! Kiss! (2008)
- Gachinko de Ikō! (2008)
- Rottara Rottara (2008)
- Co-no-mi-chi (2009)
- My Boy (2009)
- Take It Easy! (2009)
- Bravo Bravo (2009)
- Our Songs (2010)
- Zassō no Uta (2011)
- Natsu Dakara! (2011)
- Hatsukoi Cider/Deep Mind (2012)